# Fanny Cochrane Smith

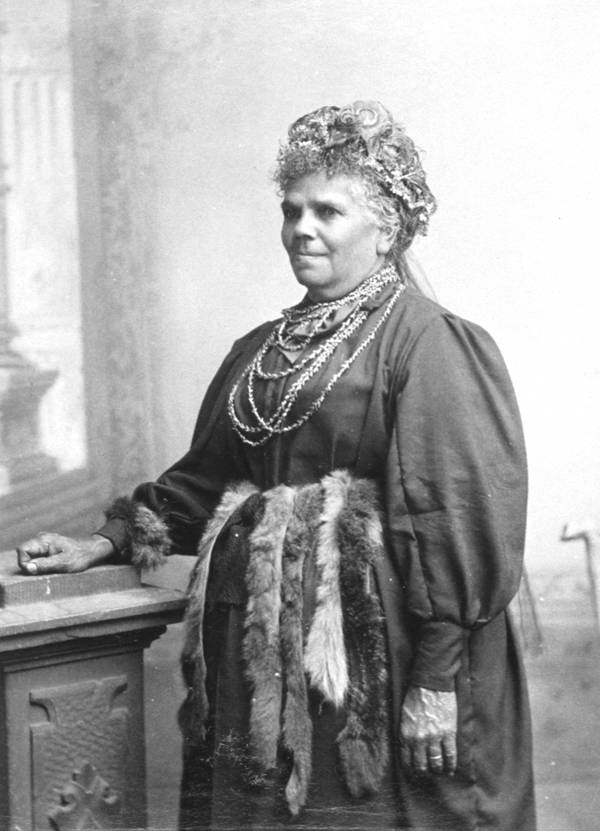
Fanny Cochrane Smith

Fanny Cochrane Smith (* Dezember 1834 in Wybalenna auf Flinders Island; † 24. Februar 1905 in Cygnet in Tasmanien) war die letzte der unvermischten Tasmanierinnen, eine Aborigine. Da zwei Lieder von ihr auf Wachszylinder graviert wurden, hat sie der Nachwelt die einzige erhaltene Wiedergabe einer indigenen tasmanischen Sprache hinterlassen.

## Frühe Jahre in Wybalenna
Ihre Eltern zählten zu den letzten etwa 220 überlebenden Aborigines, die bis April 1834 nach dem Black War und der sogenannten Black Line auf Tasmanien durch die britischen Kolonisatoren nach Wybalenna auf die Flinders Island deportiert wurden. Ihre Mutter hieß Tanganutura und ihr Vater Nicermenic. Sie wurden von George Augustus Robinson auf Flinders Island deportiert. 1842 wurde sie an der Queen Orphan School in Hobart eingeschult. Sie lebte in Hobart bei dem Katechisten Robert Clark, der sie in beängstigendem Elend, Vernachlässigung und Brutalität hielt. Als sie mit zwölf Jahren bei Clark arbeitete, erhielt sie 2 Pfund und 10 Schillinge im Jahr.

## Leben an der Oyster Cove
Als Wybalenna 1847 geschlossen wurde, kamen Fanny Cochrane und ihre Familie in einer Gruppe von 47 überlebenden Aborigines von Wybalenna nach Oyster Cove im Süden von Hobart, wo ihr Vater 1849 starb. Dort lebte sie mit ihren Kindern in einem einfachen Holzhaus. Sie bauten ihre Lebensmittel selbst an und hatten ein Einkommen durch den Verkauf von Holz, das sie schlugen und ins 50 Kilometer entfernte Hobart brachten. Später lebte sie in einem Gebiet von 121 Hektar, das ihr das tasmanische Parlament zusprach, und jagte, sammelte Bush Food und medizinische Kräuter, wob Behälter, tauchte nach Muscheln und pflegte Traditionen der Tasmanier.
Sie heiratete 1854 den Engländer William Smith.
Sie trat in die Methodistenkirche ein und war bei der weißen Gemeinde sehr respektiert. Sie starb an Lungenentzündung, und nach ihrem Tod gab es eine Diskussion darüber, ob sie oder Truganini die letzte unvermischte tasmanische Aborigine war. Als Truganini 1876 starb, wurde Cochrane Smith als last Tasmania (letzte Tasmanierin) bezeichnet.

## Nachkommen als Tasmanier
Ein Großteil der heutigen Aborigines Tasmaniens sind Nachkommen von Fanny Cochrane Smith, die mit ihrem Mann 11 Kinder hatte. Sie und Dolly Dalrymple, die 13 Kinder zur Welt brachte, werden vom Tasmanian Aboriginal Centre als die entscheidende Verwandtschaftslinie der heute lebenden Tasmanier betrachtet.

## Lieder und Sprache der Tasmanier
Cochrane Smith ist sehr bekannt dadurch, dass sie Lieder der Tasmanier im Jahre 1899 und 1903 sang, die in Wachszylinder eingraviert wurden. Es handelt sich dabei um die einzig erhaltenen Wiedergaben einer indigenen tasmanischen Sprache. Die Aufnahmen befinden sich heute im Tasmanian Museum and Art Gallery (TMAG) in Hobart auf Tasmanien.
Die Lieder von Fanny Cochrane Smith wurden 1988 von dem australischen Folksänger Bruce Watson in dem Lied The Man and the Woman and the Edison Phonograph (Der Mann und die Frau und der Phonograph von Edison) wiedergegeben.
Der Großvater von Watson, Horace, initiierte die Wiedergabe ihrer Lieder, und es gibt eine Fotografie von Fanny Cochrane Smith und Horace Watson in einer Sammlung im National Museum of Australia.